# シリア語 (マクロランゲージ)
シリア語（シリアご）はマクロランゲージである。以下の言語より構成される。
- アッシリア現代アラム語
- カルデア現代アラム語